# 隣人は静かに笑う
『隣人は静かに笑う』（りんじんはしずかにわらう、Arlington Road）は、1999年のアメリカ合衆国のサスペンス映画。監督はマーク・ペリントン、出演はジェフ・ブリッジスとティム・ロビンスなど。挙動不審の隣人の過去を探るうちに、事件に巻き込まれる男の不条理な姿を描くサスペンス作品。

## ストーリー
大学でテロリズムの歴史を教えているマイケルは、ある日、路上で大ケガを負ったブレディという少年を助ける。ブレディは隣に越してきた設計技師を名乗るオリヴァーと妻のシェリルのラング家の息子だった。これが縁で、ファラデイ家とラング家の交流が始まる。マイケルの息子グラントはブレディと親友になり、さらにマイケルの恋人である大学院生ブルックも交え、交流は深まっていく。
だがやがて、マイケルはオリヴァーが何か隠し事をしていると疑うようになる。彼の過去を調べたマイケルは、オリヴァーの恐るべき素性を知る。

## 登場人物
マイケル・ファラデイ
演 - ジェフ・ブリッジス
教授。米国史を教えている。2年前に妻を亡くしており、現在は新しい恋人がいる。
オリヴァー・ラング
演 - ティム・ロビンス
マイケルの向かいの家の引っ越してきた男。
シェリル・ラング
演 - ジョーン・キューザック
オリヴァーの妻。
ブルック・ウルフ
演 - ホープ・デイヴィス
マイケルの恋人。大学院生。
ウィット・カーヴァー
演 - ロバート・ゴセット
FBI捜査官。マイケルの妻の元同僚
ブレディ・ラング
演 - メイソン・ギャンブル
オリヴァーとシェリルの息子。
グラント・ファラデイ
演 - スペンサー・トリート・クラーク
マイケルの息子。

## キャスト
| 役名                    | 俳優                           | 日本語吹替 | 日本語吹替   |
| 役名                    | 俳優                           | ソフト版   | テレビ東京版 |
| ----------------------- | ------------------------------ | ---------- | ------------ |
| マイケル・ファラデイ    | ジェフ・ブリッジス             | 佐古正人   | 小川真司     |
| オリヴァー・ラング      | ティム・ロビンス               | 山路和弘   | 家中宏       |
| シェリル・ラング        | ジョーン・キューザック         | 塩田朋子   | 幸田直子     |
| ブルック・ウルフ        | ホープ・デイヴィス             | 藤貴子     | 弓場沙織     |
| ウィット・カーヴァー    | ロバート・ゴセット             | 池田勝     | 池田勝       |
| ブレディ・ラング        | メイソン・ギャンブル           | 浅野まゆみ | 近藤玲子     |
| グラント・ファラデイ    | スペンサー・トリート・クラーク | 本田貴子   | 本田貴子     |
| Dr.アーチャー・スコビー | スタンリー・アンダーソン       | 小山武宏   | 小島敏彦     |
| ハンナ・ラング          | オーデン・ソーントン           | 林玉緒     |              |
| ダフネ・ラング          | メアリー・アシュリー・グリーン |            |              |
| ケンプ                  | グラント・ギャリソン           | 吉見一豊   |              |
| リー・ファラデイ        | ローラ・ポー                   | 林佳代子   |              |

- テレビ東京版：初回放送2001年5月10日『木曜洋画劇場』

## 作品の評価
Rotten Tomatoesによれば、91件の評論のうち63%にあたる57件が高く評価しており、平均して10点満点中6.11点を得ている。
Metacriticによれば、26件の評論のうち高評価が17件、賛否混在が8件、低評価が1件で、平均して100点満点中65点を得ている。